# ماكسويل تريفور
ماكسويل تريفور (بالإنجليزية: Maxwell Trevor) هو دراج هندي، ولد في 1963.